# Grosse-Duperon
Pour les articles homonymes, voir Duperon.
 (mai 2008).
Si vous disposez d'ouvrages ou d'articles de référence ou si vous connaissez des sites web de qualité traitant du thème abordé ici, merci de compléter l'article en donnant les références utiles à sa vérifiabilité et en les liant à la section « Notes et références ».
Albert Grosse-Duperon, dit Grosse-Duperon, né le 1er octobre 1838 à Niort-la-Fontaine et mort le 8 juin 1924 à Mayenne, est un historien français.

## Biographie
Il fit ses études à La Ferté-Macé, Argentan et Avranches. Il fut notaire à Couterne de 1867 à 1871, à Trun en 1871, à Trouville en 1877. Il fut juge de paix à Mayenne-Est en 1879, puis à Mayenne-Ouest et pour les deux cantons en 1913. Il prit sa retraite en 1913. Il est l'époux de Justine-Anne de la Broise. Il est vice-président de la Commission Historique et Archéologique de la Mayenne, et Membre titulaire de la Société Historique et Archéologique du Maine, il est l'auteur de nombreux ouvrages consacrés à la ville de Mayenne et ses alentours.

## Publications
- La Triballe. Moreau. 1889
- A. Grosse Dupeyron et E. Gouvrion, L'abbaye de Fontaine-Daniel : étude historique, Mayenne, Poirier-Bealu, 1896, 476 p. (lire en ligne)
- Deux excursions au pays de Saulges. Souvenirs d'un touriste. Poirier-Bealu. 1901.
- A. Grosse Dupeyron, L'ancien Hôtel-Dieu de Mayenne, dit du Saint-Esprit, Mayenne, Poirier frères, 180 p. (lire en ligne)
- Excursions à La Chapelle De La Vallée, Près De Mayenne. Poirier, Mayenne 1902
- Le couvent des Capucins de Mayenne : étude historique, impr. de Poirier frères (Mayenne), 1903.
- Les Chapellenies de Mayenne avant la Révolution (1420-1789). Imprimerie Poirier Frères. Mayenne. 1904
- Le château d'Aron. Imprimerie Poirier Frères. Mayenne. 1904
- Le Duché de Mayenne. Aveu du 11 avril 1669. Imprimerie Poirier Frères. Mayenne. 1904
- Le manoir de Torbechet. Poirier, 1905
- La Madeleine à Mayenne : les Bénédictins de l'Assomption, l'hôpital général et le bureau de charité, Mayenne, Poirier, 1905
- A. Grosse Dupeyron, Ville et Pays de Mayenne : Notes historiques et anecdotiques (XVIIe, XVIIIe et XIXe siècles), Mayenne, Poirier, 1908, 747 p. (lire en ligne)
- Le prieuré de Berne. Poirier, 1909
- Le Collège de Mayenne. Étude Historique. Imprimerie Poirier Frères. Mayenne. 1910
- L'église de Notre-Dame de Mayenne, notes et documents. Imprimerie Poirier Frères. Mayenne. 1910
- Le pasteur Elie Benoist et sa famille. Goupil. 1910.